# Touba, Senegal
Touba (în arabă Ṭūbā, fericire ) este un oraș  în Regiunea Diourbel, Senegal. Este un loc sacru pentru Muridism, una dintre ramurile mistice ale islamului. Cel mai important monument este Marea Moschee (cea mai mare din Senegal), finalizată în 1963 și care adăpostește mormântul lui Amadou Bamba, misionar islamic și fondatorul localității. 
Alături de orașul vecin, Mbacké, Touba creează o conurbație ce se situează pe locul al doilea în țară ca și număr de locuitori, după capitala Dakar.